# 魚周詢
魚周詢（?—?），字裕之，開封雍丘人。
少年时为孤兒，好學。進士及第，授大理評事，歷官南華、分宜、靜海縣令。又遷太常博士。任安州知州时，有人見到一條大蛇垂在阑干上，走近一看，原来是鱼周询喝醉酒。宋仁宗时官至右谏议大夫，御史中丞，曾參與坤寧宮事變事後發展。

## 延伸阅读
[在维基数据编辑]
 《宋史/卷302》，出自脱脱《宋史》